# Домашкув (Клодзький повіт)
Домашкув (пол. Domaszków, нім. Ebersdorf) — село в Польщі, у гміні Мендзилесе Клодзького повіту Нижньосілезького воєводства.
Населення — 1254 особи (2011).
У 1975-1998 роках село належало до Валбжиського воєводства.

## Демографія
Демографічна структура станом на 31 березня 2011 року:
|          | Загалом | Допрацездатний вік | Працездатний вік | Постпрацездатний вік |
| -------- | ------- | ------------------ | ---------------- | -------------------- |
| Чоловіки | 638     | 152                | 446              | 40                   |
| Жінки    | 616     | 109                | 376              | 131                  |
| Разом    | 1254    | 261                | 822              | 171                  |